# Rene Simpson
Rene Simpson (Sarnia, 14 gennaio 1966 – Chicago, 17 ottobre 2013) è stata una tennista canadese, conosciuta anche come Rene Simpson-Alter o Rene Simpson-Collins, a seguito dei matrimoni rispettivamente con Barry Alter e Jason Collins.

## Biografia
In carriera vinse 3 titoli di doppio. Nei tornei del Grande Slam ottenne il suo miglior risultato raggiungendo i quarti di finale di doppio agli US Open nel 1996, in coppia con la connazionale Sonya Jeyaseelan.
In Fed Cup giocò un totale di 36 partite, ottenendo 20 vittorie e 16 sconfitte.
Morì all'età di 47 anni, a causa di un tumore al cervello.

## Statistiche

### Singolare

#### Finali perse (1)
| Numero | Anno             | Torneo               | Superficie | Avversaria in finale | Punteggio |
| 1.     | 13 novembre 1988 | Brasil Open, Guarujá | Cemento    | Mercedes Paz         | 5-7, 2-6  |

### Doppio

#### Vittorie (3)
| Numero | Anno             | Torneo                             | Superficie  | Compagna             | Avversarie in finale        | Punteggio     |
| 1.     | 20 novembre 1994 | Taiwan Open, Taipei                | Cemento     | Michelle Jaggard-Lai | Nancy Feber Alexandra Fusai | 6-0, 7-6      |
| 2.     | 5 marzo 1995     | Puerto Rico Open, San Juan         | Cemento     | Karin Kschwendt      | Laura Golarsa Linda Wild    | 6-2, 0-6, 6-4 |
| 3.     | 30 aprile 1995   | Croatian Bol Ladies Open, Zagabria | Terra rossa | Mercedes Paz         | Laura Golarsa Irina Spîrlea | 7-5, 6-2      |

### Doppio

#### Finali perse (1)
| Numero | Anno           | Torneo                             | Superficie  | Compagna       | Avversarie in finale          | Punteggio |
| 1.     | 16 aprile 1995 | Virginia Slims of Houston, Houston | Terra rossa | Wiltrud Probst | Nicole Arendt Manon Bollegraf | 4-6, 2-6  |